# Rhizospalax
Rhizospalax — рід вимерлих гризунів з Європи, які вважаються далекими родичами сучасних бобрів. Це єдиний представник родини Rhizospalacidae.